# Pfarrkirche Hirschegg (Mittelberg)

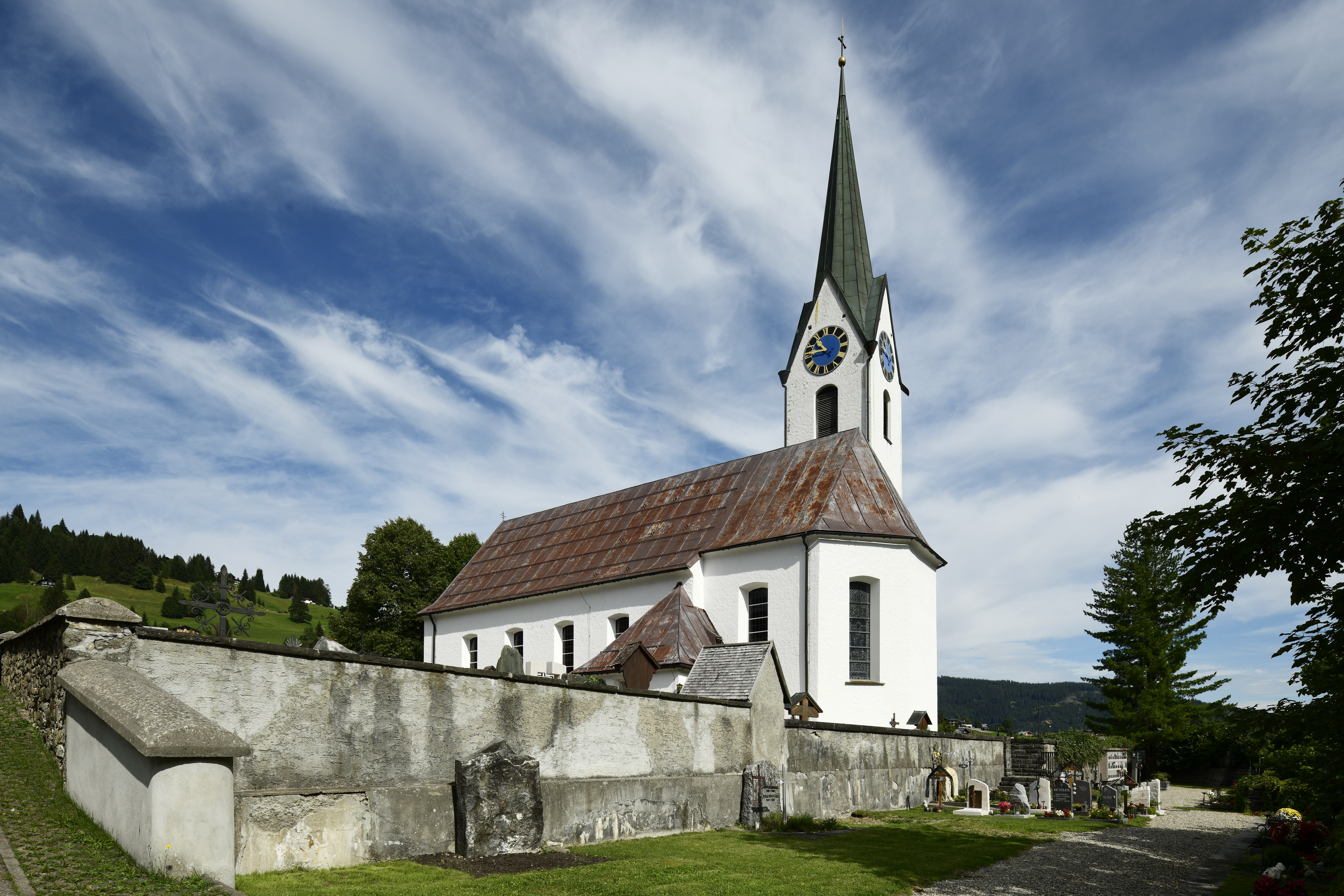
Kath. Pfarrkirche hl. Anna in Hirschegg

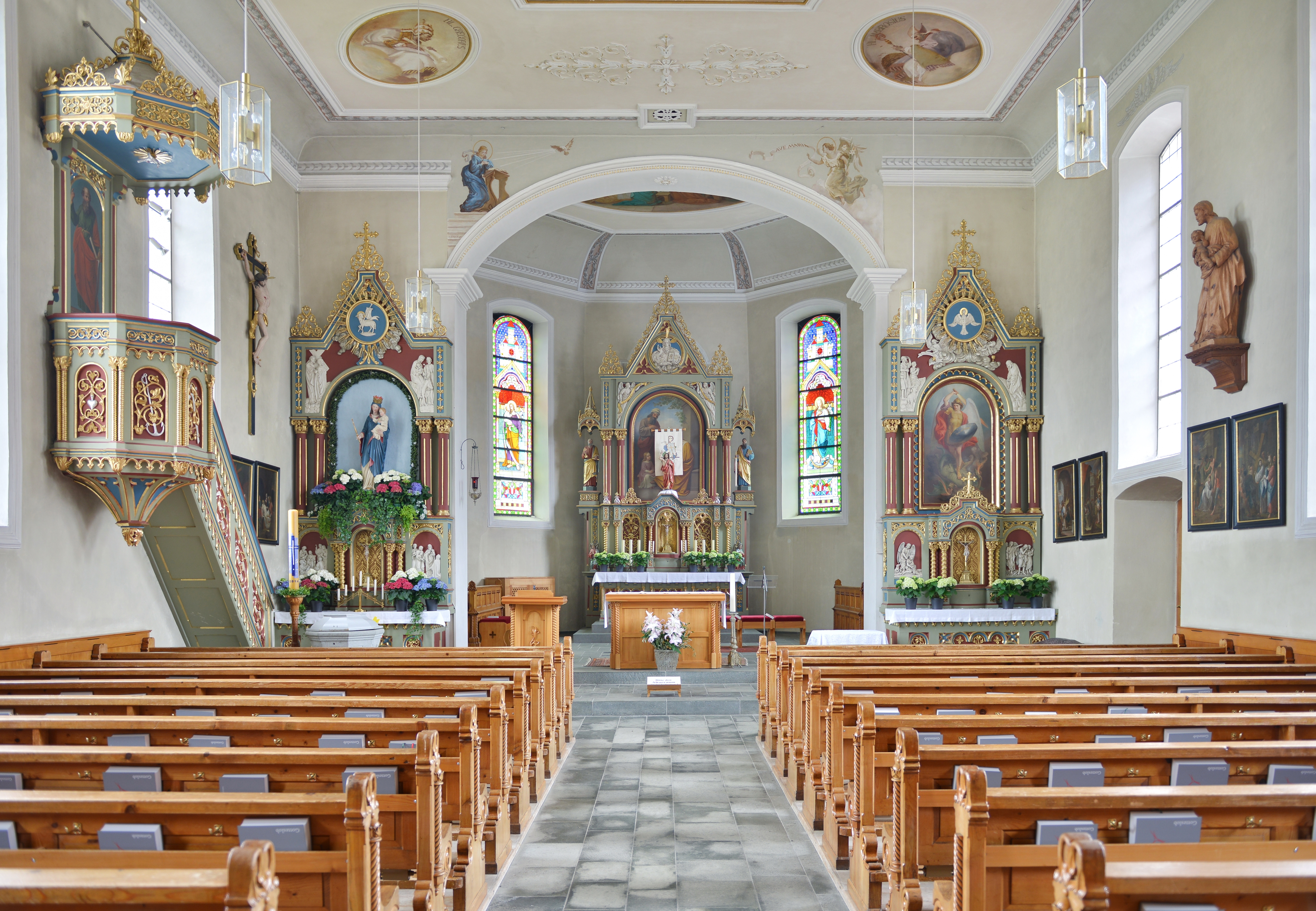
Innenansicht

Die römisch-katholische Pfarrkirche Hirschegg steht in der Ortschaft Hirschegg in der Gemeinde Mittelberg im Kleinwalsertal im Bezirk Bregenz in Vorarlberg. Sie ist der heiligen Anna geweiht und gehört zum Dekanat Vorderwald-Kleinwalsertal in der Diözese Feldkirch. Das Bauwerk steht unter Denkmalschutz.

## Lagebeschreibung
Die Kirche liegt in der Mitte des Straßendorfes Hirschegg. Sie ist nach Süden ausgerichtet.

## Geschichte
Am Anfang des 16. Jahrhunderts ist hier eine Kapelle bekannt, welche 1652 erweitert wurde. 1745 wurde sie vergrößert und zur Lokalkaplanei. 1790 wurde der Friedhof neu angelegt, 1792 erfolgte die Erhebung zur Pfarrkirche. 
1805/06 wurde mit dem Baumeister Georg Mathis und dem Maurermeister Josef Zengerle eine neue Pfarrkirche errichtet und 1806 geweiht. 1863, 1885 und 1966 fanden Restaurierungen statt. Das Rundbogenportal mit einem Steingewände zeigt am Schlussstein die Jahreszahl 1806. 

## Architektur
Die Kirche besteht aus einem Langhaus und einem eingezogenen Chor mit einem gemeinsamen Satteldach. Der Kirchturm hat einen Giebelspitzhelm und steht im Südosten. Südlich am Langhaus ist die Sakristei angebaut.
Die Fresken, im Chorgewölbe das Abendmahl und links als Wandbild der Tempelgang Mariens, malte 1885 Johann Kärle. Das Fresko am Chorbogen, die Verkündigung Mariens und im Langhaus die Himmelfahrt Mariens malte 1907 Franz Xaver Dietrich. Die Fresken, an der Empore die hl. Cecilia, in den Eckmedaillons die vier Kirchenväter, an der Emporendecke Moses und der brennende Dornbusch, malte 1907 Franz Xaver Dietrich. Die Dekorationsmalerei stammt von Engelbert Luger (1907).